# Victor Madrigal-Borloz
Victor Madrigal-Borloz es un abogado costarricense. Desde el 1 de enero de 2018 es el Experto Independiente sobre orientación sexual e identidad de género de Naciones Unidas, sustituyendo a Vitit Muntarbhorn en el puesto. En 2013 fue Secretario General del Consejo Internacional de Rehabilitación para Víctimas de la Tortura,

## Trayectoria
Madrigal Borloz fue nombrado en 2013 Secretario General del Consejo Internacional de Rehabilitación para Víctimas de la Tortura Ha sido también miembro de la junta del Centro Internacional de Recursos de Justicia. Se desempeñó como miembro del Subcomité de las Naciones Unidas para la Prevención de la Tortura de 2013 a 2016 y como Jefe de Litigios y Jefe de Registro en la Comisión Interamericana de Derechos Humanos. En la Comisión Interamericana de Derechos Humanos, Madrigal-Borloz fue el primer miembro del personal de una unidad sobre los derechos humanos de las personas LGBTI.
También ocupó cargos en el Instituto Danés de Derechos Humanos y la Corte Interamericana de Derechos Humanos. En enero de 2018, asumió el puesto de experto independiente de la ONU en protección contra la violencia y la discriminación basada en la orientación sexual y la identidad de género. Dijo que su enfoque sería "prohibir la llamada" terapia de conversión " y derogar las leyes discriminatorias". Madrigal Borloz es signatario de los Principios de Yogyakarta más 10. También es miembro fundador de la Asociación Costarricense de Derecho Internacional y miembro de la junta del Centro Internacional de Recursos de Justicia
En julio de 2019, en un informe oficial de la ONU, hizo un llamamiento a los gobiernos a luchar contra las religiones que no abrazan los derechos LGTBQI, especialmente la opresión violenta, pero que también incluye el "discurso de odio" anti-LGTBQI.